# Annelore Zinke
Pour les articles homonymes, voir Zinke.
Annelore Zinke, née le 10 décembre 1958 à Lauchhammer (Allemagne de l'Est), est une gymnaste artistique est-allemande. 

## Palmarès

### Championnats du monde
- Varna 1974
  -  médaille d'or aux barres asymétriques
  -  médaille d'argent au concours par équipes

### Championnats d'Europe
- Skien 1975
  -  médaille d'argent aux barres asymétriques
  -  médaille de bronze au concours général individuel